# براندون سو هوو
براندون سو هوو (بالإنجليزية: Brandon Soo Hoo)‏ هو لاعب تايكوندو وممثل أمريكي، ولد في 2 نوفمبر 1995 بباسادينا في الولايات المتحدة.

## أعمال

### أفلام
- (2008) الرعد الاستوائي[5]
- (2009) جي. آي. جو: ظهور الكوبرا[6][7]
- (2013) لعبة إندر

## وصلات خارجية
- براندون سو هوو على موقع IMDb (الإنجليزية)
- براندون سو هوو على موقع ألو سيني (الفرنسية)
- براندون سو هوو على موقع أول موفي (الإنجليزية)
- براندون سو هوو على موقع قاعدة بيانات الأفلام السويدية (السويدية)
- براندون سو هوو على موقع قاعدة بيانات الفيلم (الإنجليزية)
- براندون سو هوو على موقع كينوبويسك (الروسية)